# NGC 6711
NGC 6711 est une galaxie spirale barrée située dans la constellation du Dragon. Sa vitesse par rapport au fond diffus cosmologique est de 4 535 ± 11 km/s, ce qui correspond à une distance de Hubble de 66,9 ± 4,7 Mpc (∼218 millions d'al). NGC 6711 a été découverte par l'astronome américain Lewis Swift en 1885.
La classe de luminosité de NGC 6711 est II-III et elle présente une large raie HI. De plus, c'est une galaxie du champ, c'est-à-dire qu'elle n'appartient pas à un amas ou un groupe et qu'elle est donc gravitationnellement isolée.